# Albert Dam (dokumentarfilm)
Albert Dam er en dansk dokumentarfilm fra 1969 instrueret af Vagn Lundbye efter eget manuskript.

## Handling
Forfatteren (1880-1972) filmet i sit hjem og i sin hjemby Silkeborg i 1968 af den unge forfatter Vagn Lundbye. Dam blev forfatter i en høj alder og kredsede i sit forfatterskab mere og mere om eksistensen i det store univers. Han var optaget af teorier om menneskets oprindelse. I filmen taler han om disse spørgsmål i nære billeder, ofte direkte henvendt til kameraet.

## Medvirkende
- Albert Dam